# Turrell (Arkansas)
Turrell é uma cidade localizada no estado americano de Arkansas, no Condado de Crittenden.

## Demografia
Segundo o censo americano de 2000, a sua população era de 957 habitantes.
Em 2006, foi estimada uma população de 901, um decréscimo de 56 (-5.9%).

## Geografia
De acordo com o United States Census Bureau, a localidade tem uma área de 14,1 km², sem área coberta por água.

## Localidades na vizinhança
O diagrama seguinte representa as localidades num raio de 24 km ao redor de Turrell.